# 沈浚
沈浚（490年—549年），字叔源，吳興武康人，南北朝南梁官員。
沈浚是南齊散騎常侍沈憲的孫子，他自小博學多才，歷任山陰、吳縣、建康縣令，之後入朝擔任中書侍郎、尚書左丞。太清二年（548年），侯景逼近建康，沈浚遷轉為御史中丞，當時外援到達，侯景請求議和，朝廷准許；但和議完成後侯景得知城內疫病流行，就心懷不軌，遲遲不肯撤退。數天後，皇太子蕭綱命令沈浚到侯景處，侯景說：「天氣已然熱了，不是行軍的時候。十萬名士兵怎能離開，還是報效朝廷吧，你可以為我呈達皇上。」他回答：「將軍你這番言論志在取得建康而已，城內的軍糧還可以支撐一百天。你軍隊的糧食耗盡，而國家的援軍聚集，十萬名士兵的兵糧你如何供給？你說的這些話是不是想威脅朝廷？」侯景的橫刃放在膝蓋，怒目呼喝沈浚，沈浚嚴厲的責罵侯景：「閣下是朝廷大臣，舉兵攻打朝廷，皇上赦免你無罪，和你結盟，但血酒未乾你就已經反面。我沈浚六十歲了，擔任天子使節，生死有命，怎會怕你這逆賊的刀劍！」不理睬侯景便離去。侯景說：「你真是稱職！」但又懷恨在心，在打敗張嵊後就找來沈浚殺害。

## 引用
1. 1 2  《梁書·卷四十六·列傳第四十》：沈浚字叔源，吳興武康人。祖憲，齊散騎常侍，齊史有傳。浚少博學，有才幹，歷山陰、吳、建康令，並有能名。
2. 1 2  《南史·卷三十六·列傳二十六》：憲孫浚字叔源，少涉學有才幹，仕梁曆山陰、吳、建康三縣，並有能名。
3. ↑  《梁書·卷四十六·列傳第四十》：入爲中書郎、尚書左丞。侯景逼京城，遷御史中丞。是時外援並至，侯景表請求和，詔許之。旣盟，景知城內疾疫，復懷奸計，遲疑不去。
4. ↑  《南史·卷三十六·列傳二十六》：太清二年，累遷御史中丞。時台城為侯景所圍，外援並至，景表請和，求解圍還江北。詔許之。遣右衛將軍柳津對景盟歃。景知城內疾疫，稍無守備，因緩去期。城內知其背盟，復舉烽鼓噪。
5. ↑  《梁書·卷四十六·列傳第四十》：數日，皇太子令浚詣景所，景曰：「卽已向熱，非復行時。十萬之衆，何由可去，還欲立效朝廷，君可見爲申聞。」浚曰：「將軍此論，意在得城。城內兵糧，尚支百日。將軍儲積內盡，國家援軍外集，十萬之衆，將何所資？而反設此言，欲脅朝廷邪？」景橫刃於膝，暿真目叱之。浚正色責景曰：「明公親是人臣，舉兵向闕，聖主申恩赦過，已共結盟，口血未乾，而有翻背。沈浚六十之年，且天子之使，死生有命，豈畏逆臣之刀乎！」不顧而出。景曰：「是真司直也。」然密銜之。及破張嵊，乃求浚以害之。
6. ↑  《南史·卷三十六·列傳二十六》：後數日，景復進表請和，簡文使浚往景所。景曰：「即日向熱，非復行時，政欲立效求停，君可見為申聞。」浚曰：「大將軍此意，意在得城。下風所聞，久已乏食，城內雖困，尚有兵糧。朝廷恐和好乖貳，已密敕外軍：若台城傾覆，勿以二宮為念，當以死雪恥。若不能決戰，當深壁自守。大將軍十萬之眾，將欲何資？」景橫刀於膝，瞋目叱之。浚乃正色責景曰：「河南王人臣，而舉兵向闕。今朝廷已赦王罪結盟，口血未乾，而復翻背。沈浚六十之年，且天子使也，奉命而行，何用見脅。」徑去不顧。景歎曰：「是真司直也。」然密銜之。又勸張嵊立義，後得殺之。

## 延伸阅读
[在维基数据编辑]
 《梁書·卷43》，出自姚思廉《梁書》